# Гурцкая, Диана Гудаевна
Диа́на Гуда́евна Гурцка́я (род. 2 июля 1978, Сухуми, Абхазская АССР, Грузинская ССР, СССР) — российская эстрадная певица, общественный деятель. Народная артистка Российской Федерации (2022). Член Общественной палаты Российской Федерации, председатель Комиссии по доступной среде и развитию инклюзивных практик, художественный руководитель Центра социальной интеграции Дианы Гурцка́и. Стала представительницей Грузии на «Евровидении-2008», где заняла 11 место.

## Биография
Родилась 2 июля 1978 года в Сухуми, в семье мегрелов. Отец — Гуда Адамурович Гурцкая — шахтёр (умер в 2020 году), мать — Заира Амирановна Гурцкая — учительница (умерла в 2001 году).
Незрячая от рождения, Диана стала младшим, четвёртым ребёнком в многодетной семье, у неё два брата Джамбул, Роберт (продюсер Дианы) и сестра Элисо. Окончила школу-интернат для незрячих и слабовидящих детей в Тбилиси. Одновременно убедила преподавателей музыкальной школы, что сможет учиться игре на фортепиано. В 7 лет её взяли в Тбилисскую школу-интернат для слепых детей, чтобы она смогла получить полноценное образование. В 10-летнем возрасте, в 1988 году дебютировала выступлением в Тбилисской филармонии, спела дуэтом с советской певицей Ирмой Сохадзе.
В 1995 году Гурцкая стала одним из победителей музыкального конкурса «Ялта — Москва — Транзит», за песню «Тбилисо» получила специальный приз жюри. В числе членов жюри был Игорь Николаев, написавший впоследствии для Гурцкаи два альбома, в том числе известную песню «Ты здесь». В 1999 году Гурцкая окончила эстрадное отделение московского Музыкального училища имени Гнесиных.
В марте 2000 года студия «АРС» выпустила дебютный альбом певицы «Ты здесь», в который вошли песни Игоря Николаева и Сергея Челобанова. В 2002 году вышел второй альбом Гурцкаи «Ты знаешь, мама». 1 марта 2008 года в тбилисском Дворце спорта состоялся отборочный тур, по результатам которого в мае Гурцкая представляла Грузию в Белграде на международном конкурсе «Евровидение 2008», став первым незрячим исполнителем из Восточной Европы.
В 2009 году в Международный паралимпийский день, впервые проводимый в Москве, Оргкомитет Олимпиады «Сочи-2014» присвоил Диане Гурцкае статус Посла «Сочи 2014», как человеку, популяризующему идеи Олимпийского и Паралимпийского движения в России и мире.
С 2011 года Диана Гурцкая — член Общественной палаты Российской Федерации, председатель Комиссии по поддержке семьи, детей и материнства. В 2013 году была назначена членом Комиссии при Президенте Российской Федерации по делам инвалидов. С 2017 года — ведущая «Дорогой передачи» на «Радио России». В 2018 году стала художественным руководителем Центра социальной интеграции Дианы Гурцкаи. С 2019 года — председатель Комиссии по доступной среде и развитию инклюзивных практик. В 2020 году поступила в аспирантуру Московского государственного гуманитарно-экономического университета.
В 2024 году Диана Гурцкая приняла участие в третьем сезоне музыкального шоу «Аватар» на НТВ в образе Кошки Фараона. Личность этого персонажа была раскрыта в выпуске шоу от 10 ноября 2024 года.

### Личная жизнь
21 сентября 2005 года вышла замуж за Петра Александровича Кучеренко (1977—2023), впоследствии — адвоката Московской областной коллегии адвокатов, профессора кафедры конституционного и муниципального права РУДН, доктора юридических наук, статс-секретаря — заместителя Министра науки и высшего образования Российской Федерации. Совместно ими создан Фонд помощи незрячим детям «По зову сердца».
29 июня 2007 года в семье родился сын Константин. Кучеренко снимал видео для своего ютуб-канала, как он играет в компьютерные игры. 20 мая 2023 года Пётр Кучеренко скоропостижно скончался в 46 лет при возвращении из рабочей командировки на Кубу.

### Общественная позиция
В марте 2014 года поддержала аннексию Крыма, подписала письмо президенту России Владимиру Путину в поддержку аннексии. В 2017 году внесена в «Миротворец» за оправдание аннексии Крыма Россией.
Поддержала идею Патриарха Московского и всея Руси Кирилла о запрете абортов в России. В 2016 году обратилась в Генпрокуратуру проверить законность практики женского обрезания в России.
В январе 2018 года была зарегистрирована доверенным лицом Владимира Путина на президентских выборах 18 марта 2018 года.
В 2018 году была доверенным лицом кандидата в мэры Москвы Сергея Собянина.
В 2019 году спела песню «Я не вижу других кандидатов» в поддержку Андрея Метельского, баллотирующегося на выборах в Московскую городскую думу.
В 2020 году Гурцкая приняла участие в записи клипа в поддержку Александра Лукашенко.
В 2022 году поддержала российское вторжение на Украину, выступила перед участниками российского вторжения в госпитале.

## Фестиваль «Белая трость»
Международный благотворительный фестиваль «Белая трость» — творческий проект, созданный и реализуемый Дианой Гурцкаей и её фондом помощи незрячим и слабовидящим детям «По зову сердца». Фестивали проводятся в октябре, ежегодно с 2010 года. В 2019 году юбилейный Фестиваль «Белая трость» был внесён в Книгу рекордов Гиннесса России за наибольшее количество незрячих и слабовидящих участников за 10 лет.
Ежегодно проходит гала-концерт, который посвящён Международному дню белой трости.

## Награды и звания
- Орден Почёта (1 сентября 2014 года) — за большой вклад в подготовку и проведение XXII Олимпийских зимних игр и XI Паралимпийских зимних игр 2014 года в городе Сочи[38].
- Орден Дружбы (30 декабря 2010 года) — за активную общественную и благотворительную деятельность[39].
- Орден Чести (Грузия).
- Народная артистка Российской Федерации (1 апреля 2022 года) — за большие заслуги в развитии эстрадного искусства[40].
- Заслуженная артистка Российской Федерации (16 октября 2006 года) — за заслуги в области искусства[41].
- Благодарность Президента Российской Федерации (10 июля 2017 года) — за большие заслуги в развитии отечественной культуры и искусства, многолетнюю плодотворную деятельность[42].
- Благодарность Министра культуры Российской Федерации (2018)[43].
- Орден Святой Варвары (Русская православная церковь).
- Золотой орден Сердара (Туркменистан).

## Произношение фамилии
Ударение в этой фамилии падает на второй слог. Фамилия певицы, несмотря на свою форму, созвучную женской славянской, является фамилией мегрельского происхождения, выглядит в мужском и женском роде одинаково (например, брата исполнительницы зовут Роберт Гурцка́я) и по правилам имеет другую парадигму склонения.

## Творчество

### Дискография
1. 2000 «Ты здесь»
1. Волшебное стекло моей души
2. Ты здесь
3. Лебединая песня (Прости меня)
4. Идиллия
5. Приворожи меня
6. Есть ли любовь на свете
7. Без тебя
8. Я не люблю тебя
9. Верность
10. Сердце
11. Клёвый парень
12. Всадник
13. Две луны
14. На прощанье

2. 2002 «Ты знаешь, мама»
1. Я люблю вас всех
2. Боже мой
3. Ты знаешь, мама
4. Зима
5. Двое под одним зонтом
6. Первая любовь
7. Венок
8. По зову сердца
9. Ромео и Джульетта
10. Метели
11. Ночь
12. Ты не знал
13. Баллада о любви
14. Vivo per lei (дуэт с Юрием Кононовым)
15. Тбилиси

3. 2004 «Нежная»
1. Быть с тобой
2. Ночь есть ночь
3. Утро
4. Два сердца
5. Белый букет
6. Небо, не плачь
7. Жизнь
8. Зимняя сказка
9. Ангелы надежды
10. Нежная

4. 2007 «9 месяцев»
1. 9 месяцев
2. Раненая птица
3. Дай нам, Бог…
4. Преодолей
5. Между небом и землёй
6. How long…
7. Солнечный мальчик
8. Родные люди (дуэт с И. Кобзоном)
9. А у твоей любви…
10. Забываю тебя
11. 9 месяцев (дуэт с А. Ковалёвым)

4. 2017 «Паника»
1. Звезда
2. Пудель
3. Аллилуйя
4. Свадьба
5. Если ты есть бог
6. Стерва
7. Курва
8. Заноза
9. Табакерка
10. Газ-газ

5. 2020 «Время»
1. Время
2. Мечта
3. Когда мы вместе
4. В этом городе
5. Тебя теряю (автор слов Михаил Гуцериев[46])
6. Скользи
7. Падали
8. Сказки
9. Рука в руке
10. Подруги
11. По тонкому льду
12. Ой ли
13. Иоланта
14. Зажигай
15. Молитва
16. Счастье

6. 2023 «Прости» (автор музыки и текста - Александр Незванов)

### Клипы
1. 1997 «Волшебное стекло»
2. 1998 «Ты здесь»
3. 2000 «Две луны»
4. 2001 «Первая любовь» (режиссёр Даниил Мишин)
5. 2002 «Ты знаешь, мама» (режиссёр Тигран Кеосаян; муз. И. Крутой, сл. Е. Муравьёв)
6. 2004 «Нежная»
7. 2006 «9 месяцев» (дуэт с Андреем Ковалёвым)
8. 2008 «Peace Will Come» (режиссёр Резо Гигинеишвили, оператор Максим Осадчий)
9. 2010 «Родные люди» (дуэт с Иосифом Кобзоном)
10. 2014 «Тебя теряю»
11. 2020 «Подруги»